# Самарское (Донецкая область)
Сама́рское (укр. Самарське) — посёлок в Новодонецкой поселковой общине Краматорского района Донецкой области Украины.

## Общие сведения
Население по переписи 2001 года составляло 143 человека. Почтовый индекс — 84042. Телефонный код — 6269.

## Местная власть
85010, Донецкая область, Краматорский район, пгт Новодонецкое, ул. Московская, 3.